# Berg Sion

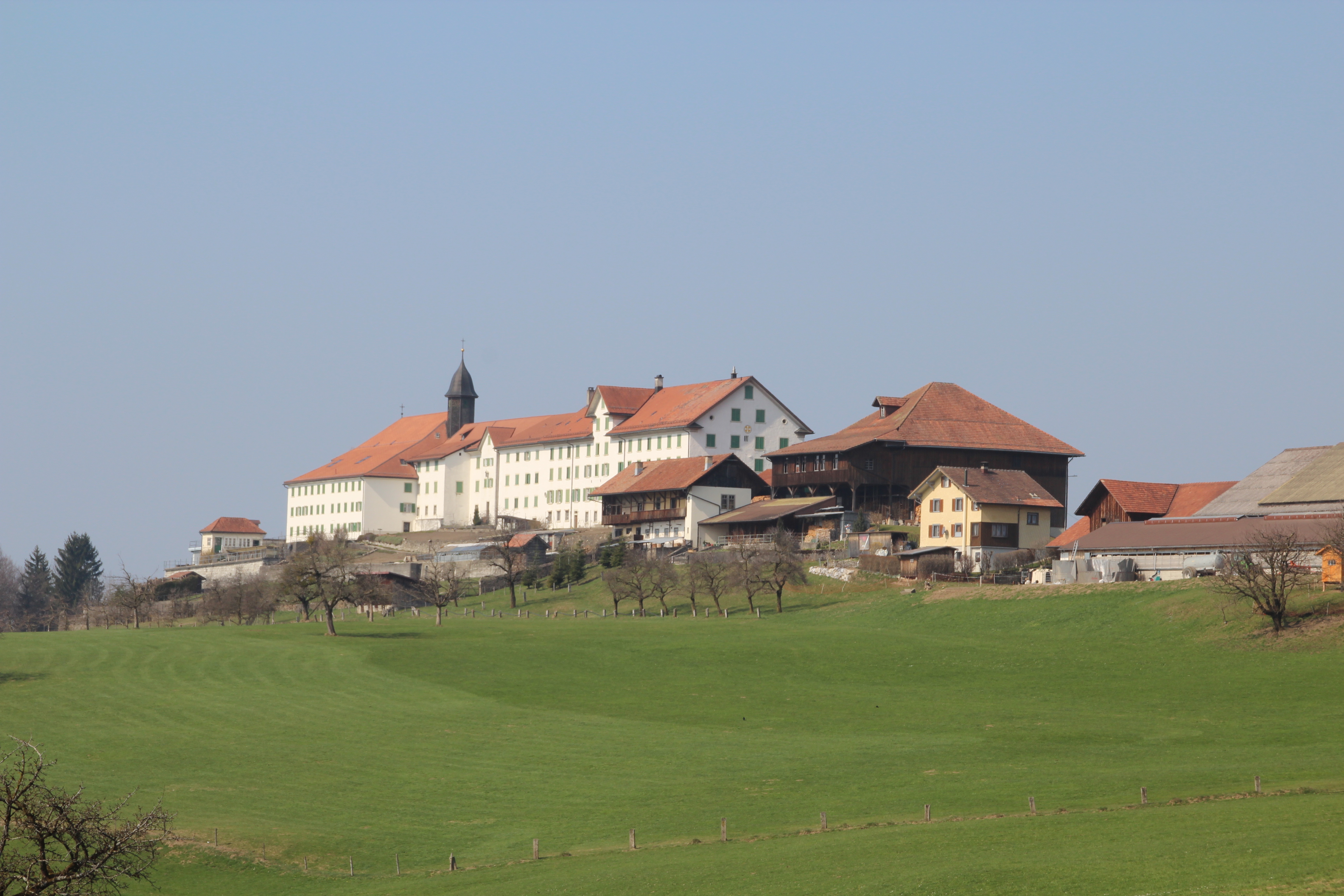
Ansicht von Südosten

Berg Sion ist ein Prämonstratenserinnenkloster im Dorf Uetliburg auf dem Gemeindegebiet von Gommiswald im schweizerischen Kanton St. Gallen.

## Geschichte
Der Name leitet sich von der Bezeichnung Zion für die Gottesstadt Jerusalem ab. Uetliburg war seit dem Mittelalter aufgrund der Lage am Pilgerweg nach Maria Bildstein und Einsiedeln ein Pilgerort. 1761 erfolgte durch die Initiative des Priesters Josef Helg (1721–1787) die Gründung des Frauenklosters. Berg Sion ist heute das einzige Kloster des Prämonstratenserordens in der Schweiz, das noch als solches betrieben wird. Von 1774 bis 1806 bestand das von hier aus gegründete Kloster Berg Tabor im Schloss Jestetten.

## Sehenswürdigkeiten

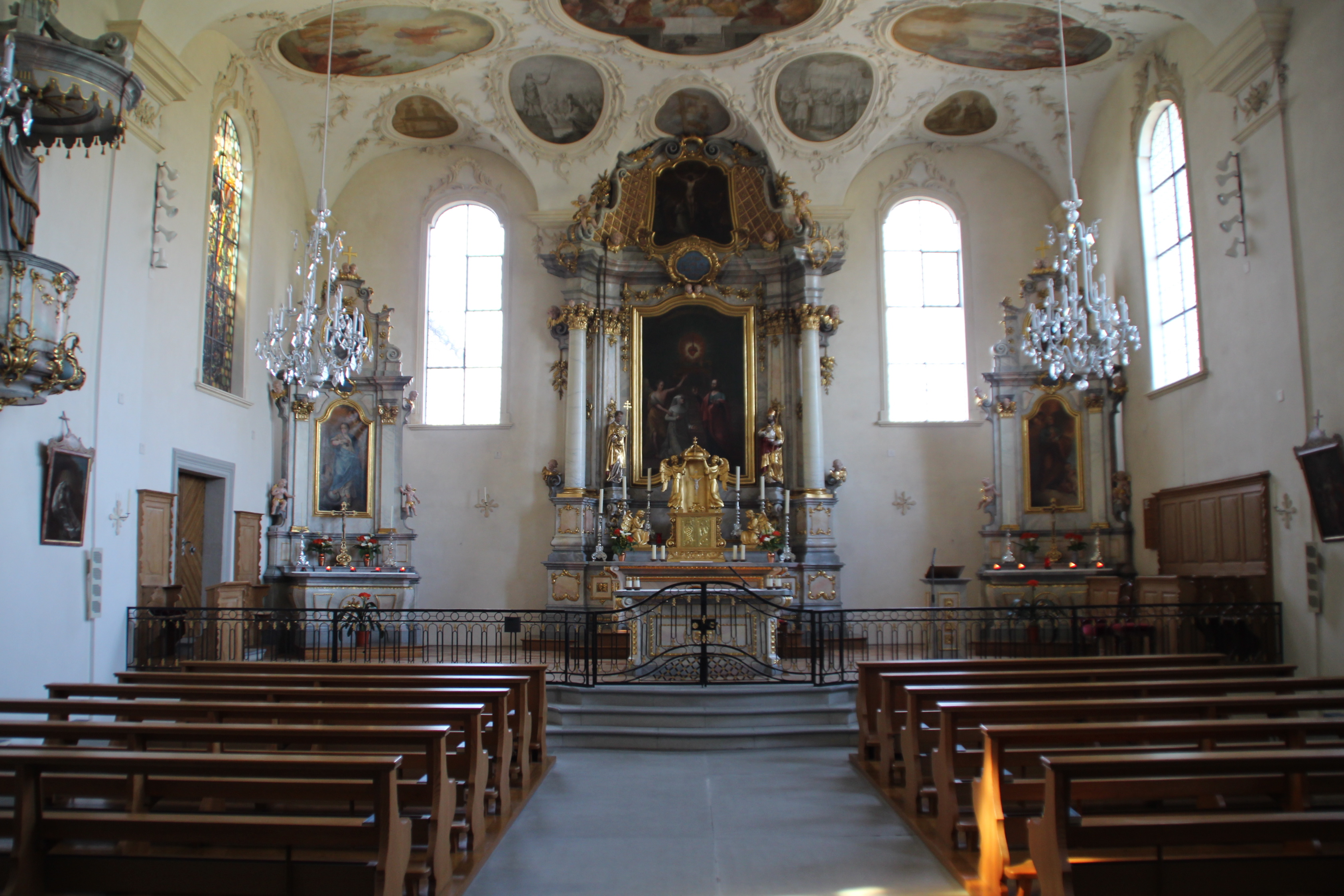
Innenraum

1763–1786 wurde die langgezogene Klosteranlage auf einer Terrasse hoch über der Linthebene errichtet. 
Sehenswert ist besonders die Klosterkirche im Stil des Spätbarocks. Die Deckengemälde eines unbekannten Künstlers sind vom Rokoko-Stil inspiriert und von bemerkenswerter Qualität. Die drei Altäre stammen aus der Bauzeit der Kirche. Der Hochaltar verfügt über ein Altarbild mit dem Herz-Jesu-Motiv und beherbergt seit 1827 Reliquien des heiligen Venturinus. Aus dem Jahre 1769 stammt der aus 14 Gemälden bestehende barocke Kreuzweg.
Die bereits 1765 geweihte Loretokapelle ist durch eine neubarocke Altarwand aus dem Jahre 1925 abgeschlossen.